# Marceau Pilon
Pour les articles homonymes, voir Pilon.
Marceau Pilon (né le 30 octobre 1957 à Épreville-en-Lieuvin,) est un coureur cycliste français. Actif des années 1970 à 1990, il fut l'un des meilleurs amateurs normands.

## Biographie
En 1979, Marceau Pilon remporte les Trois Jours de Caen alors qu'il court au CC Brionne. Il s'impose ensuite à cinq reprises en 1980, sous les couleurs de l'UV Louviers. 
En 1981, il gagne notamment le Prix de la Saint-Laurent et l'épreuve Paris-Fécamp. Il termine par ailleurs troisième du Tour de Normandie. L'année suivante, il triomphe sur Paris-Auxerre. Il est également sélectionné en équipe de France pour disputer la Course de la Paix, où il se classe quatrième d'une étape. Après ses performances, il passe professionnel en 1983 au sein de la formation Saint-Étienne-UC Pélussin. Cette expérience ne dure cependant qu'une saison. Onzième de Paris-Bourges, il redescend chez les amateurs dès 1984. 
Dans les années 1990, il continue de participer à des compétitions cyclistes. En 1998, il devient champion de France vétérans. Il effectue sa dernière saison en 2002 au club Amiens Sport. 
Après sa carrière cycliste, il travaille comme directeur sportif au VC Rouen 76.

## Palmarès
- 1979
  - Trois Jours de Caen
  - 2e de Paris-Rouen
  - 2e du Prix de la Saint-Laurent
  - 3e de Paris-Louviers
- 1980
  - Grand Prix de Gerponville
- 1981
  - Prix de la Saint-Laurent
  - Paris-Fécamp
  - 1re étape du Grand Prix Liberté Dimanche
  - Trois Jours de Saint-Martin-de-Landelles
  - 2e du Grand Prix de Gerponville
  - 3e du Tour de Normandie
- 1982
  - Paris-Auxerre
- 1984
  - Tour de la Porte Océane
  - Grand Prix Liberté Dimanche :
    - Classement général
    - 1re étape

  - 3e du Grand Prix de Blangy
- 1985
  - Tour du Saosnois
  - 2e du Prix de la Saint-Laurent
- 1989
  - 3e de Rouen-Gisors
- 1990
  - 2e du Tour de la Manche
  - 2e de la Route d'Or du Poitou
  - 3e de la Pédale d'Or de Ligugé
- 1991
  - 2e du championnat de Normandie sur route
- 1992
  - 2e du Grand Prix de Saint-Hilaire-du-Harcouët
  - 2e du Grand Prix de Gerponville
- 1995
  - 2e du Grand Prix de Gerponville
- 1998
  -  Champion de France vétérans
  - La Gislard